# 5 (getal)
Vijf is een oneven natuurlijk getal, dat vier opvolgt en aan zes voorafgaat. Het getal wordt weergegeven door het cijfer 5.

## In de wiskunde
- Vijf is het derde priemgetal, het enige priemgetal dat lid is van twee priemtweelingen en het is een primoriaal priemgetal.
  - Het is het kleinste evenwichtig priemgetal: 3–5–7.
- Elk veelvoud van 5 dat geschreven is in het decimaal stelsel, eindigt op het cijfer '5' of op het cijfer '0'.
- Het Romeinse cijfer voor vijf is V.
- Vijf is het tweede van de vijf bekende fermatgetallen die priem zijn.
- Vijf is een automorf getal.
- Vijf is een fibonaccigetal.
- Er bestaan vijf regelmatige veelvlakken.
- Een vijfhoek is een geometrische figuur bestaande uit vijf rechte zijden en vijf hoeken. Vijf is daarmee een vijfhoeksgetal.
- Een pentagram is een regelmatige vijfpuntige ster.
- Vijf is een vierhoekig piramidegetal.
- Vijf is een catalangetal.
- Vijf is een getal uit de rij van Padovan.
- Vijf is het tweede onaanraakbare getal en het enige bekende oneven onaanraakbare getal.

## In de natuurwetenschap
- Vijf is het atoomnummer van boor.
- Een pentode is een elektronenbuis met vijf elektroden.
- In de kleurcode voor elektronische componenten wordt 5 aangeduid met de kleur groen.
- In de kleurcodering in de bibliotheek wordt de 5 door de letter F op een grijs vlak gerepresenteerd.
- Vijf uur in de middag wordt vaak als 17.00 uur geschreven

## In de numerologie
- In China geldt 5 als geluksgetal.

## In het dagelijks leven
- De Grote Vijf wordt voor verschillende vijftallen gebruikt.
- De vijfde colonne is een term die gebruikt wordt om aan te geven dat er in een land of een andere eenheid bepaalde krachten aanwezig zijn die voor de vijand werken.
- De vijf boeken van Mozes is de Thora of Pentateuch, onderdeel van de Tenach.
- De Vijf Voorschriften in de boeddhistische ethiek.
- De vijf artikelen van de remonstranten.
- De vijf zuilen van de islam.
- Vijf Mei Nationale Bevrijdingsdag in Nederland.
- De Schijf van Vijf, een hulpmiddel over goede en gezonde voeding.
- Een bureaustoel met vijf poten (met elk een wieltje) bezit een veilige stabiliteit.
- Een tandwiel met module 5 heeft een diameter die gelijk is aan vijf keer het aantal tanden.
- Vijf is het maximaal aantal rode kaarten dat een voetbalteam kan krijgen; daarna wordt de wedstrijd niet voortgezet.[1]

## In het Nederlands
- Vijf is een hoofdtelwoord.
- Vijf kan in samenstellingen als 'penta-' voorkomen, van het Oudgriekse woord voor vijf.

## In andere alfabetten
- In het Arabisch alfabet heeft ٥ (hāʼ) een numerieke waarde van 5.
- In het Griekse alfabet heeft ε (epsilon) een numerieke waarde van 5.
- In het Hebreeuws alfabet heeft ה (heh) een numerieke waarde van 5.
- In het Cyrillisch alfabet heeft Е een numerieke waarde van 5.
- In het Glagolitisch alfabet heeft  (dobro) een numerieke waarde van 5.
- De kanji en het Chinese karakter voor vijf zijn allebei 五; de formele schrijfwijze in het Chinees is 伍 (Hanyu pinyin wǔ).
- Het Romeinse cijfer voor vijf is V, dat voortkomt uit de vorm van een uitgestrekte hand.
- In Europa en Noord-Amerika wordt vijf in het turfsysteem weergegeven door .

## Lijst van basiscalculaties
| Vermenigvuldigen          | 1 | 2  | 3  | 4  | 5  | 6  | 7  | 8  | 9  | 10 |  | 11 | 12 | 13 | 14 | 15 | 20  |  | 21  | 25  |  | 50  | 100 | 1000 |
| ------------------------- | - | -- | -- | -- | -- | -- | -- | -- | -- | -- |  | -- | -- | -- | -- | -- | --- |  | --- | --- |  | --- | --- | ---- |
| {\displaystyle 5\times x} | 5 | 10 | 15 | 20 | 25 | 30 | 35 | 40 | 45 | 50 |  | 55 | 60 | 65 | 70 | 75 | 100 |  | 105 | 125 |  | 250 | 500 | 5000 |

| Delen                   | 1   | 2   | 3                                 | 4    | 5 | 6                                  | 7                                                    | 8     | 9                                 | 10  |  | 11                                               | 12                                  | 13                                                   | 14                                                    | 15                                |
| ----------------------- | --- | --- | --------------------------------- | ---- | - | ---------------------------------- | ---------------------------------------------------- | ----- | --------------------------------- | --- |  | ------------------------------------------------ | ----------------------------------- | ---------------------------------------------------- | ----------------------------------------------------- | --------------------------------- |
| {\displaystyle 5\div x} | 5   | 2,5 | {\displaystyle 1,{\overline {6}}} | 1,25 | 1 | {\displaystyle 0,8{\overline {3}}} | {\displaystyle 0,{\overline {7}}1428{\overline {5}}} | 0,625 | {\displaystyle 0.{\overline {5}}} | 0,5 |  | {\displaystyle 0,{\overline {4}}{\overline {5}}} | {\displaystyle 0,41{\overline {6}}} | {\displaystyle 0,{\overline {3}}8461{\overline {5}}} | {\displaystyle 0,3{\overline {5}}7142{\overline {8}}} | {\displaystyle 0,{\overline {3}}} |
| {\displaystyle x\div 5} | 0,2 | 0,4 | 0,6                               | 0,8  | 1 | 1,2                                | 1,4                                                  | 1,6   | 1,8                               | 2   |  | 2,2                                              | 2,4                                 | 2,6                                                  | 2,8                                                   | 3                                 |

| Machtsverheffen         | 1 | 2  | 3   | 4    | 5    | 6     | 7     | 8      | 9       | 10      |  | 11       | 12        | 13         |
| ----------------------- | - | -- | --- | ---- | ---- | ----- | ----- | ------ | ------- | ------- |  | -------- | --------- | ---------- |
| {\displaystyle 5^{x}\,} | 5 | 25 | 125 | 625  | 3125 | 15625 | 78125 | 390625 | 1953125 | 9765625 |  | 48828125 | 244140625 | 1220703125 |
| {\displaystyle x^{5}\,} | 1 | 32 | 243 | 1024 | 3125 | 7776  | 16807 | 32768  | 59049   | 100000  |  | 161051   | 248832    | 371293     |